# Сєріков Іван Олександрович
Іва́н Олекса́ндрович Сє́ріков — радянський господарник, Герой Соціалістичної Праці. Лауреат Державної премії УРСР в галузі науки і техніки (1969) та Державної премії СРСР (1976).

## Життєпис
Народився 1906 року у Харкові. З 1920-го — на господарській, суспільній та політичній роботі. Працював слюсарем на Харківському паровозобудівному заводі, начальником виробництва Сталінградського тракторного заводу, головним технологом, головним інженером Харківського тракторного заводу, директором Харківського моторобудівного заводу «Серп і молот» Міністерства тракторного і сільськогосподарського будівництва СРСР.
Лауреат Державної премії УРСР в галузі науки і техніки 1969 року: «Створення універсальних дизелів „СМД“ для тракторів, комбайнів та інших машин і організація їх спеціалізованого масового виробництва»; співавтори Гура Григорій Степанович, Єременко Борис Степанович, Карась Леонід Мойсейович, Маршал Федір Петрович, Пипенко Іван Петрович, Потейко Анатолій Дмитрович, Сахнюк Іван Іванович.
Лауреат Державної премії СРСР 1976 року в галузі техніки: «За створення комплексу автоматичного обладнання для отримання точних відповідальних заготовок литтям в облицюванні кокілі і організацію виробництва колінчатих валів тракторних двигунів СМД»; у складі колективу.
Помер 1979 року в Харкові. Похований на міському кладовищі № 2.

## Нагороди
- Герой Соціалістичної Праці (5.4.1971)
- орден Леніна (5.4.1971)
- державна премія УРСР (1969)
- державна премія СРСР (1976)